# Хнум
Хнум (егип. ẖnmw, копт. Ⲭⲛⲟⲩⲙ, Кнеф, сб. «Соединитель», «Образователь») — древнеегипетский бог-творец (божество), почитавшееся преимущественно в Элефантине и Бенигассане, слепивший человека из глины на гончарном круге, хранитель разливов Нила.

## Изображение
Хнум человекоподобен, цвет кожи — тёмный, в руках — скипетр, на голове — царское перо. Однако, это описание не вполне точно и гораздо чаще, а в древности почти всегда, он изображался человеком с головой барана со спирально закрученными рогами. Связь Хнума с Амоном наблюдается в правление Хатшепсут и Тутмоса III, когда праздник обоих божеств проводился в один день — в Новый год (егип. wp-rnpt).

## Происхождение
Хнум — в древнеегипетской мифологии бог плодородия, покровитель земледелия, сын Нуна; его священное животное — баран, с головой которого он изображался.
В Элефантине, одним из титулов Хнума, был «Владыка неба, который сидит на высоком троне».

## Культ
Хнум почитался как владыка катаракта, руководитель плодородных разливов Нила. По его приказу бог Хапи каждый год поднимал уровень воды в Ниле.
Хнум слепил человека из глины на гончарном круге и причастен к рождению некоторых богов (Хапи, Рененутет, Хека). Также божество при рождении царского младенца «давал здоровье членам его» и сотворял для него Ка.
Входил в Элефантинскую триаду (Хнум, Сатис и Анукет), но почитание Хнума было распространено по всему Египту и в Нубии. Центры культа — Элефантина и Леонтополь.
Праздник Нехебкау отмечался в начале сезона Посева (prt), совпадая с праздником Хнума и Новым годом. Вероятно Новый год (егип. wp-rnpt) в Элефантине отмечался именно в храме Хнума. Учитывая, что Хнум являлся Ба для Ра (его ночной формой), то день Нового года допустимо воспринимать и как день рождения Хнума-Ра (обряд егип. ẖnm itn) на рассвете в облике Хепри / Ра-Хорахте.

### Предание
По одному из преданий, учёный и мудрец Имхотеп — сановник и архитектор фараона Джосера (III тысячелетие до нашей эры) — в связи с семилетним голодом посоветовал Джосеру сделать богатое приношение богу плодородия. Фараон последовал этому совету, и Хнум явился ему во сне, пообещав освободить воды Нила. В тот год страна получила прекрасный урожай.